# Senasen
Senasen is een bestuurslaag in het regentschap Bangkalan van de provincie Oost-Java, Indonesië. Senasen telt 3423 inwoners (volkstelling 2010).